# Thyene splendida
Thyene splendida är en spindelart som beskrevs av Lodovico di Caporiacco 1939. Thyene splendida ingår i släktet Thyene och familjen hoppspindlar. Inga underarter finns listade i Catalogue of Life.